# Upingtonia
Upingtonia, officieel de Republiek van Upingtonia en vanaf 1886 Lijdensrust was een boerenrepubliek die werd gesticht door de Boeren (nakomelingen van Nederlandse kolonisten) in hedendaags Namibië.

## Geschiedenis
Upingtonia werd gesticht rondom de nederzetting en hoofdstad Grootfontein door de Dorslandtrekkers. De republiek werd vernoemd naar de premier van de Britse Kaapkolonie, Thomas Upington, een vergeefse poging om zijn steun voor de staat te krijgen.
De republiek was geen langdurig leven beschoren vanwege constante teistering door inheemse stammen. Nadat Trekleider William Worthington Jordan werd vermoord door het stamhoofd van de Ondonga, een stam van de Owambo, viel de republiek uit elkaar en ging ze op in Duits-Zuidwest-Afrika.

## Grondgebied

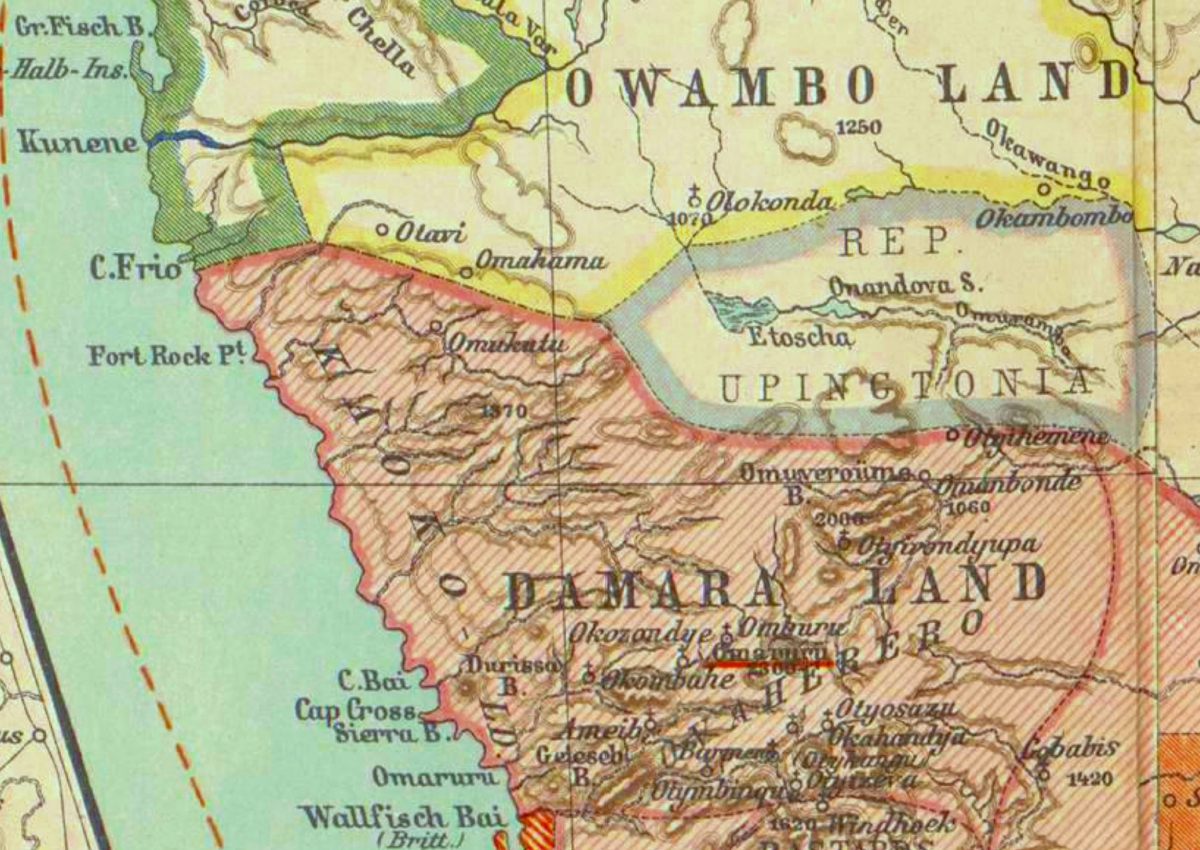
Kaart uit 1886 met de "Republik Upingtonia"

Upingtonia werd gevestigd in het noordwesten van Zuidwest-Afrika, ingeklemd tussen Ovamboland in het noorden, Damaraland in het zuiden en Hereroland in het oosten.